# Tabelele Alfonsine

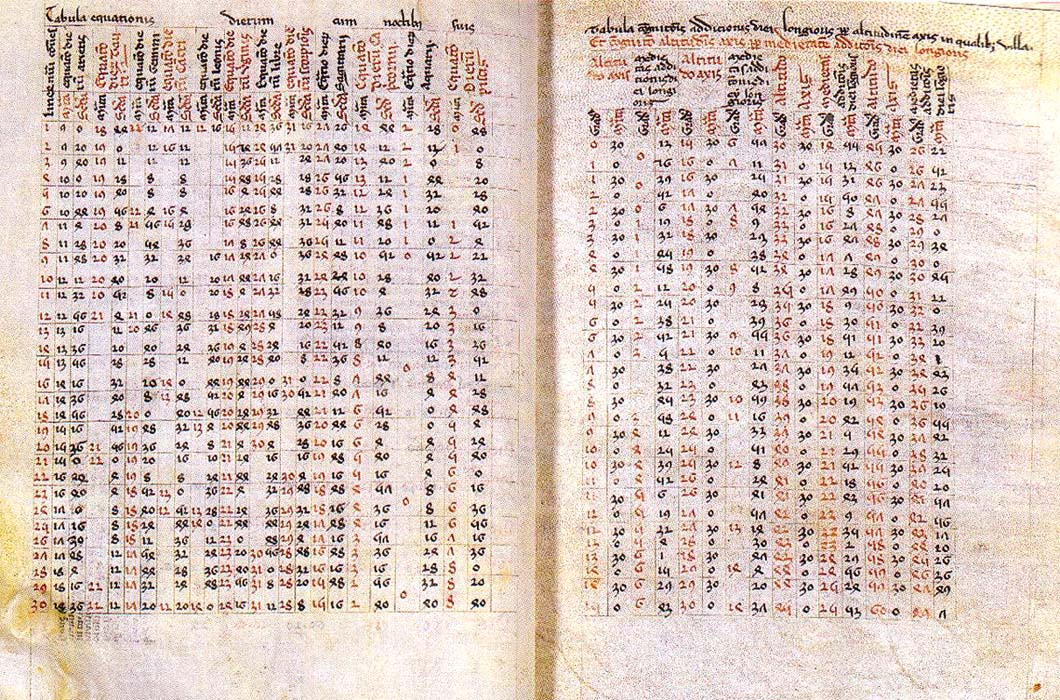
Tabele alfonsine

Tabelele Alfonsine (în latină Tabulæ Alphonsinæ) sunt tabele astronomice ce conțin date pentru calcularea poziției Soarelui, Lunii și planetelor în raport cu stelele fixe.
Numele tabelelor vine de la Alfonso al X-lea al Castiliei, care a subvenționat crearea lor. Ele au fost compilate la Toledo și conțin date astronomice începând din 1 ianuarie 1252, data încoronării regelui.

## Creare

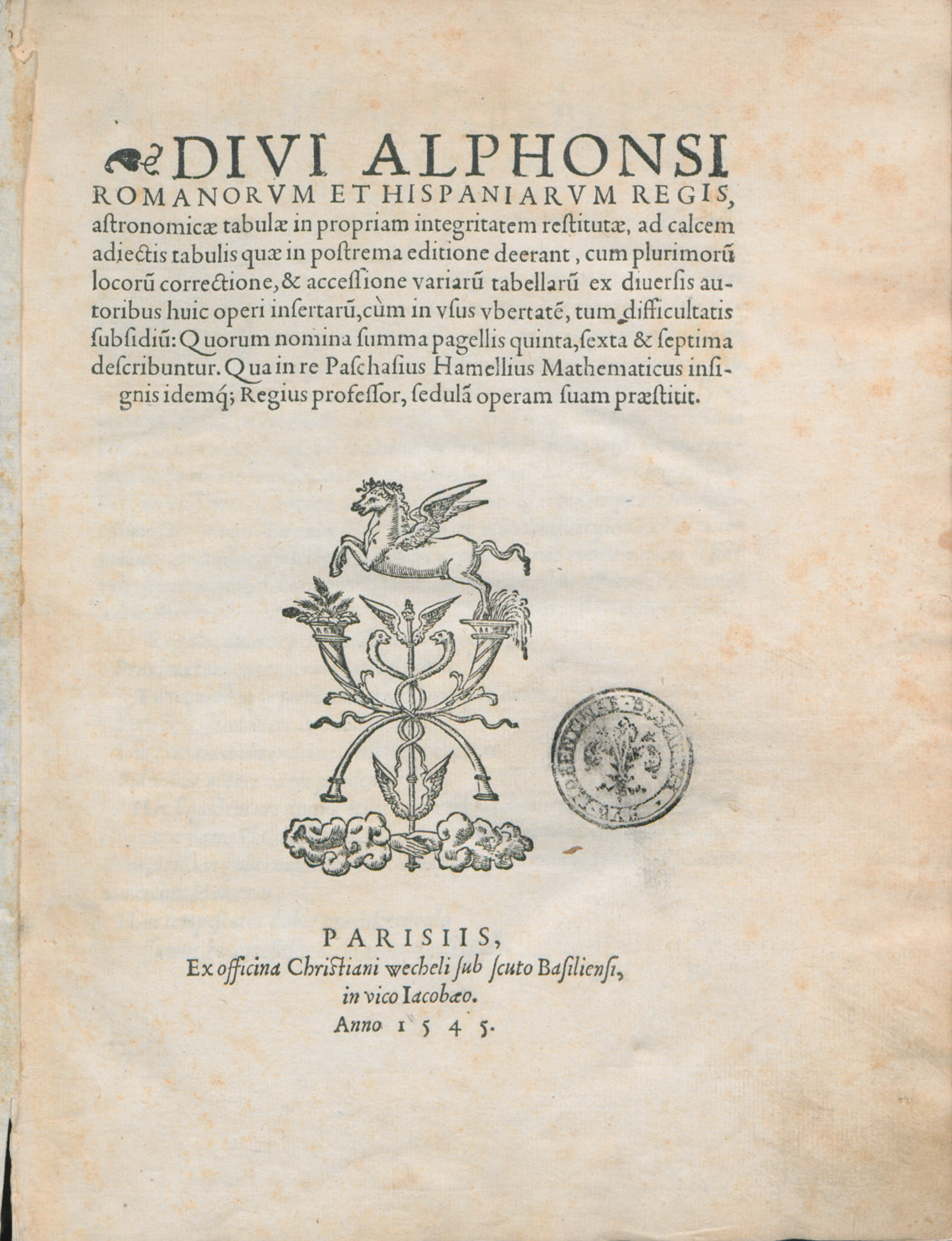
Frontispiciul ediției din 1545 al Tabulæ astronomicæ

Alfonso al X-lea a format o echipă de savanți, cunoscută sub numele de Școala de Traducători din Toledo⁠(d), cărora, printre alte sarcini de traducere, li s-a cerut să întocmească noi tabele care să actualizeze Tabelele Toledane⁠(d). Noile tabele s-au bazat pe lucrări astronomice și observații anterioare ale astronomilor arabi, adăugând observații ale astronomilor pe care Alfonso i-a adunat la Toledo, printre care mai mulți savanți evrei, cum ar fi Yehuda ben Moshe și Isaac ibn Sid. I-a mai adus pe Aben Raghel y Alquibicio și Aben Musio y Mohamat, din Sevilla, pe Joseph Aben Alí și Jacobo Abenvena, din Córdoba, și încă cincizeci din Gasconia și Paris.
Instrucțiunile pentru Tabelele Alfonsine au fost scrise inițial în castiliană⁠(d). Prima ediție tipărită a Tabelelor Alfonsine a apărut în 1483, iar o a doua ediție în 1492.
Georg Purbach a folosit Tabelele Alfonsine pentru cartea sa, Theoricæ novæ planetarum (în română Noua Teorie a Planetelor). Nicolaus Copernic a folosit a doua ediție în lucrarea sa. O utilizare a acestor tabele astronomice și a celor similare a fost calcularea efemeridelor, care au fost la rândul lor folosite de astrologi la horoscoapele lor.

## Metodologie
Pentru a calcula tabelele s-au folosit metodele lui Claudius Ptolemeu, împărțind anul în 365 de zile, 5 ore, 49 minute, 16 secunde, foarte aproape de cifra acceptată în prezent. Observația lui Copernic conform căreia sistemul său ar putea explica mișcările planetare cu cel mult 34 de cercuri a fost considerată ca a sugerat că un număr mare de epicicluri⁠(d) au fost introduse ulterior în sistemul ptolemaic în încercarea de a-l aduce în concordanță cu observațiile. Există un citat celebru (dar probabil apocrif) atribuit lui Alfonso la auzirea unei explicații a matematicii extrem de complicate necesare pentru a demonstra modelul geocentric al sistemului solar al lui Ptolemeu: „Dacă Domnul Atotputernic m-ar fi consultat înainte de a începe creația astfel, aș fi a recomandat ceva mai simplu.” Totuși, calculele moderne folosind teoria nemodificată a lui Ptolemeu au replicat tabelele Alfonsine publicate.

## Popularitate
Tabelele Alfonsine au fost cele mai populare tabele astronomice din Europa și versiuni actualizate au fost editate regulat timp de trei sute de ani. Nicolaus Copernicus, cunoscut ca părintele astronomiei moderne, a cumpărat o copie în timp ce se afla la Universitatea din Cracovia și a considerat-o atât de utilă și importantă încât a fost legată profesionist cu bucăți de lemn și piele. Aleksandr Bogdanov a susținut că aceste tabele au stat la baza dezvoltării la Copernic a înțelegerii heliocentrismului în astronomie. În 1551 au fost publicate Tabelele Prutenice⁠(d) (Prusiene, în latină Prvtenicæ Tabvlæ Cœlestivm Motvvm) ale lui Erasmus Reinhold. Aceste tabele au folosit modelul heliocentric copernican al sistemului solar. Publicația lui Copernic, De revolutionibus, nu a fost ușor de utilizat și tabelele prutenice au fost menite să facă modelul heliocentric mai utilizabil de către astrologi și astronomi. Totuși, tabelele prutenice nu au fost adoptate pe scară largă în afara țărilor de limbă germană și, până la publicarea în 1627 a Tabelelor Rudolfine de Johannes Kepler, au continuat să fie publicate noi efemeride bazate pe tabelele alfonsine.